# فالدك (مدينة)
والدك هسن (بالألمانية: Waldeck, Hesse) هي بلدة، مدينة و بلدة ألمانية تقع في Waldeck-Frankenberg في ألمانيا. يقدر عدد سكانها بـ 7,545 نسمة .

## المدن التوأمة
مدينة بلنكن هاين هي مدينة توأمة لـوالدك هسن.